# 重阳糕

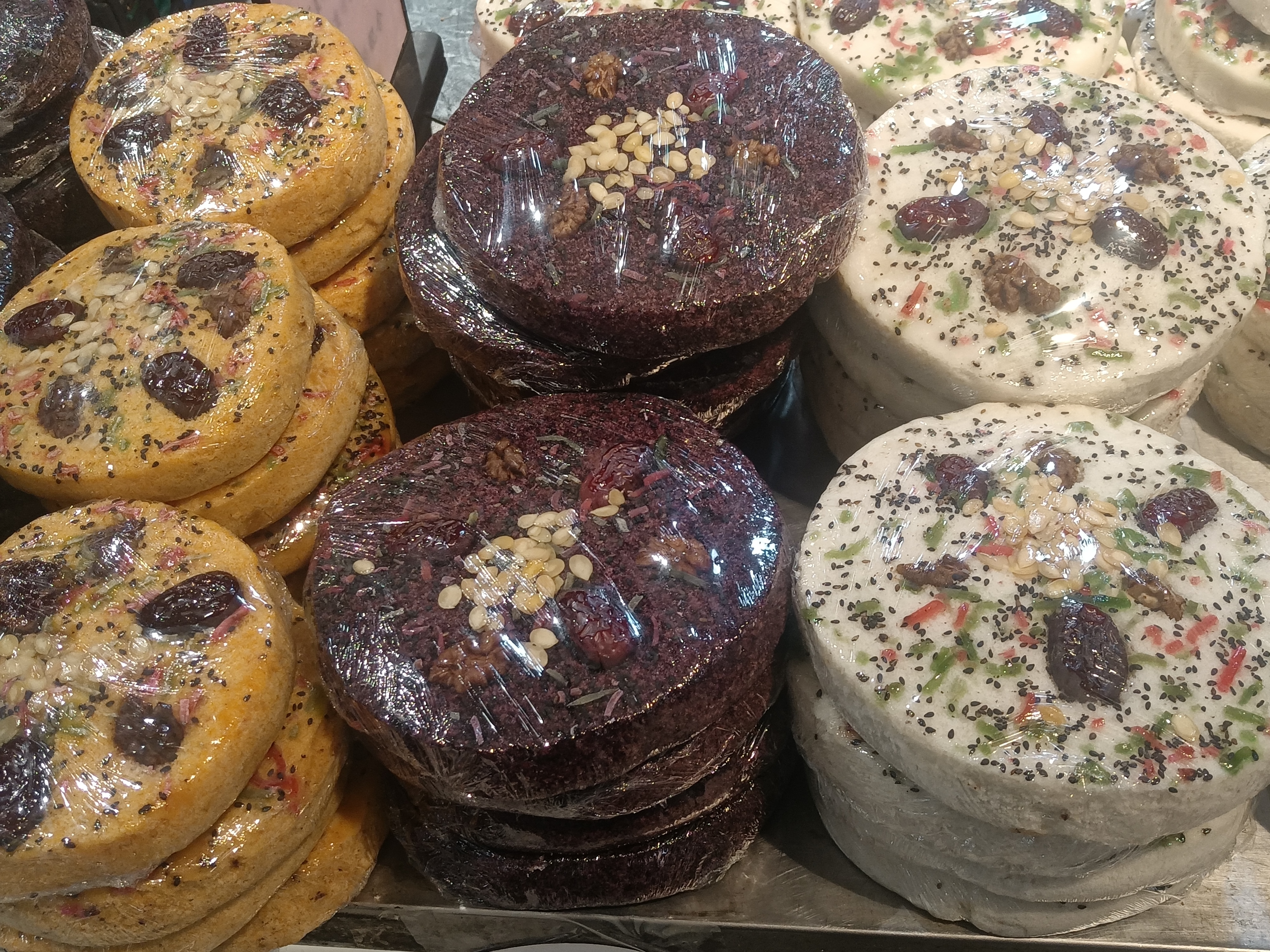
三种口味的重阳糕

重阳糕又稱作花糕、菊糕和五色糕，是中國傳統節日重陽節時所食用的一種點心，一般用糯米做成，上面佐以红绿丝、枣等辅料，味道清甜。重陽糕的形狀不定，有種講究的製造九層，如寶塔狀，亦有在上面畫兩隻羊的形狀，以作為「重陽」（重羊）的諧音。